# Theodor Jättnig
Carl Theodor Leopold Jättnig (* 1819 in Berlin; † um 1851 ebenda) war ein deutscher Kupferstecher aus der Kupferstecherfamilie Jättnig.
Er war ein Sohn des Kupferstechers Ferdinand Jättnig und dessen Ehefrau Wilhelmine Friederike geb. Krüger. Er war Schüler von Ludwig Buchhorn und stach nach Bildern von Carl Kretschmar, Nikolaas Verkolje (1673–1746) u. a., sowie auch Original-(Porträt-)Stiche. Theodor Jättnig und sein Bruder Ernst arbeiteten als Gebrüder Jättnig zusammen.